# Il était une fois dans l'Ouest (bande originale)
Pour le film, voir Il était une fois dans l'Ouest.
Il était une fois dans l'Ouest est un album de Ennio Morricone, sorti en octobre 1969, comme bande originale du film Il était une fois dans l'Ouest. Sur cet album, l'orchestre est dirigé par l'auteur.

## Liste des morceaux
Toutes les chansons sont écrites et composées par Ennio Morricone.
| 1. | Il était une fois dans l'Ouest | 3 min 41 s |
| 2. | Come una sentenza              | 3 min 05 s |
| 3. | Addio a cheyenne               | 2 min 36 s |
| 4. | L'attentato                    | 4 min 39 s |
| 5. | La Posada n°1                  | 1 min 38 s |
| 6. | La Posada n°2                  | 1 min 30 s |

| 7.  | L'Homme à l'harmonica       | 3 min 27 s |
| 8.  | In una stanza con poca luce | 5 min 05 s |
| 9.  | L'orchestraccia             | 2 min 21 s |
| 10. | L'uomo                      | 1 min 01 s |
| 11. | L'America di Jill           | 2 min 45 s |
| 12. | L'ultimo rantolo            | 1 min 43 s |
| 13. | Finale                      | 4 min 10 s |

## Participations
- 1 et 13 : avec la voix d'Edda Dell'Orso
- 1, 2, 7, 11, 13 : avec I Cantori Moderni d'Alessandroni
- 3 : Siffleur soliste Alessandro Alessandroni
- 7 et 12 : Harmonica joué par Franco de Gemini